# Чехословацька крона
Кро́на (чеськослов. koruna) — грошова одиниця Чехословаччини. Розмінна монета — геллер (чеськ. halíř, словац. halier). Введена в користування в 1919 р. замість австро-угорської крони.

## Історія

### Перша крона (1921—1939)
Після утворення у 1918 році Чехословацької Республіки у лютому 1919 року було проведено грошову реформу шляхом штемпелювання банкнот колишнього Австро-Угорського банку, які з липня цього ж року обмінювалися на нові чехословацькі крони, при цьому 50% пред'явлених банкнот було звернено в облігації примусової позики. Величезний державний борг, незважаючи на спроби його стабілізації за допомогою іноземних позик, надлі постійно загрожував стійкості крони. Відносна стабілізація крони, досягнута до 1926 року, впала під ударами світового економічної кризи 1929—1933 років, що надалі вплинуло на зниження у лютому 1934 року золотого вмісту крони з 0,04458 до 0,03715 г чистого золота; а в жовтні 1936 року — до 0,03121 г.

### Друга крона (1945—1953)
Після окупації Чехословаччини у 1938 році фашистською Німеччиною законним платіжним засобом була проголошена райхсмарка. На території Чехії і Моравії існував примусовий курс 1 = 10 кронам, тоді як враховуючи фактичну купівельної силу, це співвідношення склдало  1 марка = 6 або 7 кронам. Занижений курс крони сприяв викачуванню з Чехії матеріальних цінностей. У зв'язку з розчленуванням країни, в окремих її районах в обігу знаходилася різна валюта: крони «Протекторату Чехії та Моравії», словацькі крони, німецькі марки, угорські пенге, польські злоті. Розграбування країни Німеччиною спричинило сильну інфляцію. Грошова маса в обігу зросла з 8,7 млрд крон у 1937 році до 123 млрд на 31 жовтня 1945 року при скороченні виробництва.
Після завершення війни, новий уряд вже у жовтні 1945 року провів грошову в цілях уніфікції валюти та стабілізації крони, яка передбачала обмін старих грошових знаків на нову чехословацьку крону. Обмін відбувався у межах 500 крон на одну людину при свіввідношені 1:1; решта сум, а також кошти на поточних рахунках і вкладах блокувалися. Монети із обігу не вилучалися. 1947 року було розпочато вилучення з обігу деяких номіналів монет протекторату, Словаччини та довоєнної Чехословаччини. Кількість грошей в обігу зменьшилася до 19 млрд крон. Попри це в ході реформи не вдалося досягнути остаточної стабілізації грошового обігу, на який негативно впливав дефіцит державного бюджету, викликаний великими асигнуваннями на відновлення народного господарства. Грошова маса в обігу знову почала швидко збільшуватися, і до кінця 1950 року вона досягла 77,8 млрд крон. Цього часу Чехословаччина стала єдиною соціалістичною країною, на монетах якої було викарбувано портрет Сталіна (срібні пам'ятні монети 50 і 100 крон 1949 року).

### Третя крона (1953—1993)
1953 року у Чехословаччині була проведена грошова реформа. З обігу було вилучено банкноти зразка 1945, 1946, 1949 та 1950 років, чехословацькі монети 1946—1953 років та не вилучені раніше монети протекторату, Словаччини та довоєнної Чехословаччини. Обмін старих грошей на нові було здійснено з 1 по 4 травня 1953 року. У результаті 52 млрд старих крон, що знаходилися в обігу, було обмінено на 1,4 млрд нових крон.
Реформа була задумана заздалегідь і підготовлена за допомогою фахівців із СРСР в обстановці суворої таємності. Нова національна валюта була надрукована на фабриці Держзнаку в Москві, а монети карбувалися на Ленінградському монетному дворі. У 1952 році у Чехословацькому державному банку з'явився радянський радник Микола Іванов. Він висловив думку, що чехословацька валюта не мала достатньої прив'язки до радянського рубля. На той час Чехословаччина ще була членом МВФ, і з 1945 року крона була прив'язана до долара США. Це суперечило планам СРСР. Нова реформа мала прив'язати чехословацьку валюту до рубля. 
Курс нової крони було встановлено згідно з партійною установкою, де вказувалося, що «валюти капіталістичних країн швидко знецінюватимуться». Відповідно до цього чехословацькі фінансисти визначили теоретичний золотий зміст нової крони так, що він означав економічно необґрунтовану ревальвацію на 28 відсотків. По колишньому курсу (50 крон за 1 долар, запровадженому 1945 року) 1 долар США після реформи мав дорівнювати 10, а не 7,2 новим кронам. В результаті було встановлено штучний курс, який не відповідав економічним реаліям.
Економічний спад на початку 1960-х років змусив владу розпочати реформи, кульмінацією яких стала Празька весна 1968 року з частковою програмою лібералізації цін, спробою відокремити економічну політику від прийняття політичних рішень, більшою автономією підприємств та участю робітників в управлінні підприємствами. Однак після радянського вторгнення 1968 року система централізованого планування була відновлена і залишалася практично недоторканою до кінця 1980-х років. У 1965—70 роках темпи зростання економіки становили близько 7 % на рік, а на початку-середині 1970-х років вони досягали майже 6 % на рік. Значне сповільнення темпів зростання до 3,6 % відбулося в період з 1975 по 1980 роки, коли перший нафтовий шок змінив умови торгівлі проти Чехословаччини в рамках Ради економічної взаємодопомоги (РЕВ). У 1980-х роках спостерігалося подальше уповільнення економічного зростання. Світова рецесія, зростання цін на виробничі ресурси та обмежувальна політика уряду призвели до того, що темпи зростання у першій половині 1980-х років становили 1,8%. У другій половині 1980-х років ситуація помітно не покращала: у період 1985—89 років темпи зростання становили лише 1,9 % на рік. 1980-ті роки розглядалося економічними оглядчами як десятиліття економічної стагнації.
З 1981 року Державний банк Чехословаччини визначав курс крони по відношенню до іноземних конвертованих валют на основі валютного кошика використовувати метод валютного кошика, який складався з: долара США (45 %), німецької марки (30 %), фунта стерлінгів (9 %), австрійського шилінга (11 %), французького франка (5 %).
До 1990-х років чехословацька крона, як і всі валюти країн з командною економікою, не була вільно конвертованою. Обмінні курси відрізнялися в залежності від сфери операцій (експортно-імпортний курс, курс для некомерційних організацій, курс для в'їзних туристів, курс для туристів-резидентів тощо) Центральний банк і політична влада дуже стежили за метою обміну. Відмінності у різних курсах призвели до появи чорного ринку грошей. Деякі люди сколотили статки, торгуючи конвертованими валютами з місцевими жителями. Сприятливі умови для існування чорного ринку зникли невдовзі після запровадження 1990 року єдиного ринкового курсу крони. Ринковий курс базувався на доларі США і девальвував чехословацьку крону загалом на 80% порівняно з офіційним «комуністичним» курсом. Ця безпрецедентна девальвація чеської крони мала дуже болючі наслідки для населення, однак вона означала перший крок до запровадження її повної та вільної конвертованості.

## Банкноти

### Банкноти зразка 1921—1934 років
1920 року було проведено конкурс на дизайн нової валюти. Один із проектів (1 сокіл = 100 стотинів, гравер Отакар Шпаніель), хоч і не був реалізований, проте запропонований дизайн монет було взято за основу для нової чехословацької крони, введеної з 1921 року, та розмінних монет.
Існували банкноти у 5, 10, 20, 50, 100, 500, 1000, 5000 крон та монети у 2, 5, 10, 20, 25, 50 гелерів, 1, 5, 10, 20 крон. Банкноти друкувалися у Празі, а монети карбувалися на Кремницькому монетному дворі.
На банкнотах, випущених у Чехословаччині у 1919—1939 роках, номінал прописом позначався не тільки чеською, а й словацькою, німецькою, угорською та русинською мовами.
| [[Файл:\|113px]] | [[Файл:\|113px]] | 10   |  |  |  |  |
| [[Файл:\|113px]] | [[Файл:\|113px]] | 20   |  |  |  |  |
| [[Файл:\|113px]] | [[Файл:\|113px]] | 50   |  |  |  |  |
| [[Файл:\|113px]] | [[Файл:\|113px]] | 100  |  |  |  |  |
| [[Файл:\|113px]] | [[Файл:\|113px]] | 500  |  |  |  |  |
| [[Файл:\|113px]] | [[Файл:\|113px]] | 1000 |  |  |  |  |
| [[Файл:\|113px]] | [[Файл:\|113px]] | 1000 |  |  |  |  |

### Монети зразка 1921—1933 років
| Зображення | Технічні параметри                       | Технічні параметри                     | Технічні параметри                          | Опис                                                                              | Опис                                     | Опис                                                     | Дата                                                       | Дата            | Дата   |
| Зображення | Діаметр (мм)                             | Маса (г)                               | Товщина (мм)                                | Матеріал                                                                          | Гурт                                     | Аверс                                                    | Реверс                                                     | Роки карбування |        |
| Гелери     | Гелери                                   | Гелери                                 | Гелери                                      | Гелери                                                                            | Гелери                                   | Гелери                                                   | Гелери                                                     | Гелери          | Гелери |
| ---------- | ---------------------------------------- | -------------------------------------- | ------------------------------------------- | --------------------------------------------------------------------------------- | ---------------------------------------- | -------------------------------------------------------- | ---------------------------------------------------------- | --------------- | ------ |
|            | 17                                       | 2                                      | 1.6                                         | Цинк                                                                              | Гладкий                                  | Міст, номінал                                            | Герб Чехословаччини, дата                                  | 1923—1925       |        |
|            | 16.2                                     | 1.7                                    | 1                                           | Мідь                                                                              | Гладкий                                  | Міст, номінал                                            | Герб Чехословаччини, дата                                  | 1923—1938       |        |
|            | 18                                       | 1.96                                   | 1                                           | Мідь                                                                              | Гладкий                                  | Міст, номінал                                            | Герб Чехословаччини, дата                                  | 1922—1938       |        |
|            | 20                                       | 3.33                                   | 1.4                                         | Мідно-нікелевий сплав                                                             | Гладкий                                  | Сніп пшениці та серп, номінал                            | Герб Чехословаччини, дата                                  | 1921—1938       |        |
|            | 21                                       | 4                                      | 1.5                                         | Мідно-нікелевий сплав                                                             | Ребристий                                | Номінал, візерунки                                       | Герб Чехословаччини, дата                                  | 1933            |        |
|            | 22                                       | 5                                      | 1.8                                         | Мідно-нікелевий сплав                                                             | Ребристий                                | Рослинний орнамент, номінал                              | Герб Чехословаччини, дата                                  | 1921—1931       |        |
| Крони      |                                          |                                        |                                             |                                                                                   |                                          |                                                          |                                                            |                 |        |
|            | 25                                       | 6.6                                    | 1.9                                         | Мідно-нікелевий сплав                                                             | Ребристий                                | Жінка зі снопом пшениці, номінал                         | Герб Чехословаччини, дата                                  | 1922—1938       |        |
|            | 30 (1925-27), 27 (1928-32), 27 (1937-38) | 10 (1925-27), 7 (1928-32), 7 (1937-38) | 1.9 (1925-27), 1.5 (1928-32), 1.8 (1937-38) | Мідно-нікелевий сплав (1925-27), срібло (500-та проба, 1928-32), нікель (1937-38) | Ребристий (1925-27), візерунок (1928-38) | Номінал, зображення заводу                               | Герб Чехословаччини, дата                                  | 1925—1938       |        |
|            | 30                                       | 10                                     | 1.5                                         | Срібло (700-та проба)                                                             | Ребристий                                | Жіноча фігура, номінал, рослинний орнамент, серп і молот | Герб Чехословаччини та герби регіонів Чехословаччини, дата | 1930—1931       |        |
|            | 34                                       | 12                                     | 1.6                                         | Срібло (700-та проба)                                                             | Ребристий                                | Три фігури трудівників, номінал                          | Герб Чехословаччини та герби регіонів Чехословаччини, дата | 1933—1934       |        |

### Пам'ятні монети 1928 і 1937 років
| Номінал                                           | Зображення                                        | Технічні параметри                                | Технічні параметри                                | Технічні параметри                                | Опис                                              | Опис                                              | Опис                                              | Дата                                               | Дата                                              | Дата |
| Номінал                                           | Зображення                                        | Діаметр (мм)                                      | Маса (г)                                          | Товщина (мм)                                      | Матеріал                                          | Гурт                                              | Аверс                                             | Реверс                                             | Роки карбування                                   |      |
| 10-річчя проголошення незалежності Чехословаччини | 10-річчя проголошення незалежності Чехословаччини | 10-річчя проголошення незалежності Чехословаччини | 10-річчя проголошення незалежності Чехословаччини | 10-річчя проголошення незалежності Чехословаччини | 10-річчя проголошення незалежності Чехословаччини | 10-річчя проголошення незалежності Чехословаччини | 10-річчя проголошення незалежності Чехословаччини | 10-річчя проголошення незалежності Чехословаччини  | 10-річчя проголошення незалежності Чехословаччини |      |
| ------------------------------------------------- | ------------------------------------------------- | ------------------------------------------------- | ------------------------------------------------- | ------------------------------------------------- | ------------------------------------------------- | ------------------------------------------------- | ------------------------------------------------- | -------------------------------------------------- | ------------------------------------------------- | ---- |
| 10 крон                                           |                                                   | 30                                                | 10                                                | 1.8                                               | Ребристий                                         | Срібло (700-та проба)                             | Томаш Гарріг Масарик                              | Герб Чехословаччини, герби регіонів Чехословаччини | 1928                                              |      |
| Смерть президента Масарика                        |                                                   |                                                   |                                                   |                                                   |                                                   |                                                   |                                                   |                                                    |                                                   |      |
| 10 крон                                           |                                                   | 34                                                | 12                                                | 1.3                                               | Візерунок                                         | Срібло (700-та проба)                             | Томаш Гарріг Масарик                              | Герб Чехословаччини, герби регіонів Чехословаччини | 1937                                              |      |

## Друга крона (1945—1953)

### Монети
| 20 гелерів |  | 18   | 2   | 1   | Бронза                | Номінал, сніп пшениці, серп | 1947—1950                        |                  |           |
| 20 гелерів |  | 16   | 0.5 | 1.2 | Алюміній              | Номінал, сніп пшениці, серп | 1951—1952                        |                  |           |
| 50 гелерів |  | 20   | 3   | 1.4 | Алюміній              | Бронза                      | Номінал, рослинний орнамент      | 1947—1950        |           |
| 50 гелерів |  | 18   | 0.7 | 1.3 | Алюміній              | 1951—1953                   | Номінал, рослинний орнамент      |                  |           |
| 1 крона    |  | 21   | 4.5 | 2   | Мідно-нікелевий сплав | Ребристий                   | Жінка зі снопом пшениці, номінал | 1946—1947        |           |
| 1 крона    |  | 21   | 1.3 | 1.7 | Алюміній              | Ребристий                   | Жінка зі снопом пшениці, номінал | 1947—1953        |           |
| 2 крони    |  | 23.5 | 6   | 2   | Мідно-нікелевий сплав | Ребристий                   | Жінка зі снопом пшениці, номінал | Жінка в капелюсі | 1947—1948 |
| 5 крон     |  | 23.5 | 1.7 | ?   | Алюміній              | Ребристий                   | Номінал, зображення заводу       | 1951—1952        |           |

## Третя крона (1953—1993)

### Банкноти
| Зображення | Зображення | Номінал (крон) | Розміри (мм) | Основні кольори     | Опис                                                              | Опис                                                  | Дати             | Дати              |
| Аверс      | Реверс     | Номінал (крон) | Розміри (мм) | Основні кольори     | Аверс                                                             | Реверс                                                | введення в обіг  | виведення з обігу |
| ---------- | ---------- | -------------- | ------------ | ------------------- | ----------------------------------------------------------------- | ----------------------------------------------------- | ---------------- | ----------------- |
|            |            | 3              | 113×56       | синій блакитний     | номінал                                                           | Герб Чехословаччини                                   | 1 грудня 1961    | 31 грудня 1972    |
|            |            | 5              | 123×60       | зелений             | номінал                                                           | Герб Чехословаччини                                   | 1 грудня 1961    | 31 грудня 1972    |
|            |            | 10             | 133×65       | сірий               | діти з квітами                                                    | водосховище Орава                                     | 1 грудня 1961    | 30 червня 1988    |
|            |            | 20             | 132×58       | блакитний синій     | Ян Жижка                                                          | Ян Жижка в поході — ілюстрація з рукопису XV століття | 1 квітня 1971    | 30 червня 1991    |
|            |            | 25             | 140×69       | синьо- зелений      | Ян Жижка                                                          | площа Яна Жижки у Таборі                              | 2 травня 1962    | 31 грудня 1972    |
|            |            | 50             | 150×74       | червоно- коричневий | радянський солдат та чехословацький партизан, герб Чехословаччини | нафтоперобний завод Slovnaft у Братиславі             | 1 квітня 1965    | 30 червня 1991    |
|            |            | 100            | 164×80       | зелений             | робітник-металург і селянка на фоні промислового комплексу        | Карлов міст через річкуку Влатву у Празі              | 1 грудня 1962    | 1993              |
|            |            | 500            | 152×67       | червоно- коричневий | словацькі повстанці                                               | замок Девін                                           | 1 листопада 1973 | 1993              |
|            |            | 1000           | 157×67       | синій               | композитор Бедржіх Фридрих Сметана                                | Фортеця Вишеград                                      | 1 жовтня 1985    | 1993              |

| Зображення | Номінал | Технічні параметри | Технічні параметри | Технічні параметри | Технічні параметри    | Технічні параметри             | Опис                                                                                          | Опис | Роки карбування |
| Зображення | Номінал | Діаметр (мм)       | Маса (г)           | Товщина (мм)       | Матеріал              | Гурт                           | Аверс                                                                                         | Реверс | Роки карбування |
| Гелери     | Гелери  | Гелери             | Гелери             | Гелери             | Гелери                | Гелери                         | Гелери                                                                                        | Гелери | Гелери          |
| ---------- | ------- | ------------------ | ------------------ | ------------------ | --------------------- | ------------------------------ | --------------------------------------------------------------------------------------------- | --- | --------------- |
|            | 1       | 16                 | 0.5                | 1                  | Алюміній              | Гладкий                        | Цифра номіналу, зірка, липовий вінок                                                          | «REPUBLIKA ČESKOSLOVENSKÁ», герб Чехословацької Республіки, дата                                          | 1953—1960       |
|            | 1       | 16                 | 0.5                | 1                  | Алюміній              | Гладкий                        | Цифра номіналу, зірка, липовий вінок                                                          | «ČESKOSLOVENSKÁ SOCIALISTICKÁ REPUBLIKA», герб Чехословацької Соціалістичної Республіки, дата             | 1962—1986       |
|            | 1       | 16                 | 0.5                | 1.2                | Алюміній              | Гладкий                        | Цифра номіналу, липовий вінок                                                                 | «CSFR», герб Чеської та Словацької Федеративної Республіки, листя липи                                    | 1991            |
|            | 3       | 18                 | 1                  | 0.6                | Алюміній              | Гладкий                        | Цифра номіналу, зірка, липовий вінок                                                          | «REPUBLIKA ČESKOSLOVENSKÁ», герб Чехословацької Республіки, дата                                          | 1953—1954       |
|            | 3       | 18                 | 1                  | 0.6                | Алюміній              | Гладкий                        | Цифра номіналу, зірка, липовий вінок                                                          | «ČESKOSLOVENSKÁ SOCIALISTICKÁ REPUBLIKA», герб Чехословацької Соціалістичної Республіки, дата             | 1962—1963       |
|            | 5       | 20                 | 0.8                | 1                  | Алюміній              | Гладкий                        | Цифра номіналу, зірка, липовий вінок                                                          | «REPUBLIKA ČESKOSLOVENSKÁ», герб Чехословацької Республіки, дата                                          | 1953—1955       |
|            | 5       | 20                 | 0.8                | 1                  | Алюміній              | Гладкий                        | Цифра номіналу, зірка, липовий вінок                                                          | «ČESKOSLOVENSKÁ SOCIALISTICKÁ REPUBLIKA», герб Чехословацької Соціалістичної Республіки, дата             | 1962—1976       |
|            | 5       | 16.2               | 0.75               | 1.6                | Алюміній              | Гладкий                        | Цифра номіналу і літера «h», зірка                                                            | «ČESKOSLOVENSKÁ SOCIALISTICKÁ REPUBLIKA», герб Чехословацької Соціалістичної Республіки, дата             | 1977—1990       |
|            | 5       | 16.2               | 0.75               | 1.6                | Алюміній              | Гладкий                        | Цифра номіналу і літера «h»                                                                   | «CSFR», герб Чеської та Словацької Федеративної Республіки, листя липи                                    | 1991            |
|            | 10      | 22                 | 1.1                | 1.2                | Алюміній              | Ребристий                      | Цифра номіналу, зірка, липовий вінок                                                          | «REPUBLIKA ČESKOSLOVENSKÁ», герб Чехословацької Республіки, дата                                          | 1953—1958       |
|            | 10      | 22                 | 1.1                | 1.2                | Алюміній              | Ребристий                      | Цифра номіналу, зірка, липовий вінок                                                          | «ČESKOSLOVENSKÁ SOCIALISTICKÁ REPUBLIKA», герб Чехословацької Соціалістичної Республіки, дата             | 1961—1971       |
|            | 10      | 18.2               | 0.9                | 1.6                | Алюміній              | Гладкий                        | Цифра номіналу і літера «h», зірка                                                            | «ČESKOSLOVENSKÁ SOCIALISTICKÁ REPUBLIKA», герб Чехословацької Соціалістичної Республіки, дата             | 1974—1990       |
|            | 10      | 18.2               | 0.9                | 1.6                | Алюміній              | Гладкий                        | Цифра номіналу і літера «h»                                                                   | «CSFR», герб Чеської та Словацької Федеративної Республіки, листя липи                                    | 1991—1992       |
|            | 20      | 19.5               | 2.6                | 1.2                | Латунь                | Ребристий                      | Цифра номіналу і літера «h», зірка                                                            | «ČESKOSLOVENSKÁ SOCIALISTICKÁ REPUBLIKA», герб Чехословацької Соціалістичної Республіки, дата             | 1972—1990       |
|            | 20      | 19.5               | 2.6                | 1.2                | Латунь                | Ребристий                      | Цифра номіналу і літера «h»                                                                   | «CSFR», герб Чеської та Словацької Федеративної Республіки, листя липи                                    | 1991            |
|            | 25      | 24                 | 1.4                | 1.2                | Алюміній              | Ребристий                      | Цифра номіналу, зірка, липовий вінок                                                          | «REPUBLIKA ČESKOSLOVENSKÁ», герб Чехословацької Республіки, дата                                          | 1953—1954       |
|            | 25      | 24                 | 1.4                | 1.2                | Алюміній              | Ребристий                      | Цифра номіналу, зірка, липовий вінок                                                          | «ČESKOSLOVENSKÁ SOCIALISTICKÁ REPUBLIKA», герб Чехословацької Соціалістичної Республіки, дата             | 1962—1964       |
|            | 50      | 21.5               | 3                  | 1.3                | Бронза                | Ребристий                      | Цифра номіналу, зірка, липовий вінок                                                          | «ČESKOSLOVENSKÁ SOCIALISTICKÁ REPUBLIKA», герб Чехословацької Соціалістичної Республіки, дата             | 1963—1971       |
|            | 50      | 20.8               | 3.2                | 1.4                | Мідно-нікелевий сплав | Ребристий                      | Цифра номіналу і літера «h», зірка                                                            | «ČESKOSLOVENSKÁ SOCIALISTICKÁ REPUBLIKA», герб Чехословацької Соціалістичної Республіки, дата             | 1978—1990       |
|            | 50      | 20.8               | 3.2                | 1.4                | Мідно-нікелевий сплав | Ребристий                      | Цифра номіналу і літера «h»                                                                   | «CSFR», герб Чеської та Словацької Федеративної Республіки, листя липи                                    | 1991            |
| Крони      |         |                    |                    |                    |                       |                                |                                                                                               | |                 |
|            | 1       | 23                 | 4                  | 1.5                | Бронза                | Ребристий                      | Жінка з лопатою садить гілочку липи, підпис унизу                                             | «REPUBLIKA ČESKOSLOVENSKÁ», герб Чехословацької Республіки, листки липи, дата                             | 1957—1960       |
|            | 1       | 23                 | 4                  | 1.5                | Бронза                | Ребристий                      | Жінка з лопатою садить гілочку липи, підпис унизу                                             | «ČESKOSLOVENSKÁ SOCIALISTICKÁ REPUBLIKA», герб Чехословацької Соціалістичної Республіки, дата             | 1961—1990       |
|            | 1       | 23                 | 4                  | 1.5                | Бронза                | Ребристий                      | Жінка з лопатою садить гілочку липи, підпис унизу                                             | «CSFR», герб Чеської та Словацької Федеративної Республіки, листя липи                                    | 1991—1992       |
|            | 2       | 24                 | 6                  | 1.8                | Мідно-нікелевий сплав | «x - x - x -»                  | «2 KČS», серп і молот із п'ятикутною зіркою всередині абстрактного липового листа             | «ČESKOSLOVENSKÁ SOCIALISTICKÁ REPUBLIKA», герб Чехословацької Соціалістичної Республіки, гілка липи, дата | 1972—1990       |
|            | 2       | 24                 | 6                  | 1.8                | Мідно-нікелевий сплав | «x - x - x -»                  | «2 KČS», абстрактний липовий лист                                                             | «CSFR», герб Чеської та Словацької Федеративної Республіки, листя липи                                    | 1991—1992       |
|            | 3       | 23.5               | 5.5                | 1.8                | Мідно-нікелевий сплав | «x ~ x ~ x ~»                  | «3 KČS», гілка з п'яти липовими листками серед визерунка зі стрічок з національними кольорами | «ČESKOSLOVENSKÁ SOCIALISTICKÁ REPUBLIKA», герб Чехословацької Соціалістичної Республіки, дата             | 1965—1969       |
|            | 5       | 26                 | 7                  | 1.9                | Мідно-нікелевий сплав | «◊ ~ ◊ ~ ◊ ~»                  | «5 KČS», промислові конструкції, п'ятикутна і абстрактна зірки                                | «ČESKOSLOVENSKÁ SOCIALISTICKÁ REPUBLIKA», герб Чехословацької Соціалістичної Республіки, дата             | 1966—1990       |
|            | 5       | 26                 | 7                  | 1.9                | Мідно-нікелевий сплав | «◊ ~ ◊ ~ ◊ ~»                  | «5 KČS», промислові конструкції, абстрактна зірка                                             | «CSFR», герб Чеської та Словацької Федеративної Республіки, листя липи                                    | 1991—1992       |
|            | 10      | 24.5               | 8                  | 2.5                | Бронза                | Ребристий з гладкими ділянками | Портрет Томаша Масарика «1850·1937 T. G. MASARYK» «M·R»                                       | «10 KČS», «CSFR», герб Чеської та Словацької Федеративної Республіки                                      | 1990, 1993      |
|            | 10      | 24.5               | 8                  | 2.5                | Бронза                | Ребристий з гладкими ділянками | Портрет Мілана Штефаника, «M. R. ŠTEFÁNIK Z 1880-1919»                                        | «10 KČS», «CSFR», герб Чеської та Словацької Федеративної Республіки                                      | 1991, 1993      |
|            | 10      | 24.5               | 8                  | 2.5                | Бронза                | Ребристий з гладкими ділянками | Портрет Алоїса Рашина «1867·1923 A·RAŠÍN» «U»                                                 | «10 KČS», «CSFR», герб Чеської та Словацької Федеративної Республіки                                      | 1992, 1993      |